# イロイロジカケ
イロイロジカケとは、2014年4月より松竹芸能所属の若手女性芸人で結成された、“8人の女たち”によるユニット名である。

## 概要・遍歴
- ユニットライブに先駆け、2014年4月14日～隔週月曜日の22時から1時間生配信をスタート。
- 翌月5月6日には松竹芸能の本拠地「道頓堀角座」で初ライブを開催した。
- イロイロジカケのPR用に作成されたポスターデザインは、メンバーの“イロジカケ”をイメージしたデザインであり、ヘアメイクしたバストアップの画像が8色の背景上に配置され、お笑いライブらしからぬデザインの為、同じ松竹芸能の芸人達は口々に「キャバクラか風俗の看板みたい」といいながらも「誰が一番良いか」選んでいたらしい。また、このポスターの下に“一部修正と加工を施しているため実物とはかなり異なる場合がございます”とかなりが協調されている通り実物とは異なるぐらい奇麗につくられている。
- ライブ前日に掲載されたスポーツ紙の記事にはアルミカンの高橋の画像を中心にでかでかと芸能面にとりあげられ、あまりにセクシーな画像な為劇場に貼られていたポスターが盗難にもあった。
- 5月6日に行われた第一回目のライブは、松竹芸能では久しぶりの女性ユニットライブであったため客席は超満員。会場前はポスターの写真を撮るファンで異様な光景となった。オープニングはいきなり全員でのダンスから始まり、トークではポスターの話から入り、その後メンバーの勝負服を披露する「一張羅コレクション」や胸がキュンとする話、悲しかった話をするエピソードトークを12秒で一人ずつ語るコーナーなど盛りだくさんの内容であった。
- 勿論芸人さんだけあって各コンビの勝負ネタも披露。芸人としてもしっかりとアピールしていた。また、コーナーの合間も4組をシャッフルした組み合わせでのトークも行われた。エンディングではAKBの「夕陽を見ているか?」の冒頭の台詞の部分にメンバーが一言ずつコメントを入れていくコーナーで、実はこのエンディングには出演者に内緒で観客全員に"ペンライト"が配られスクリーンに指示が出た時に一斉に点灯するようしかけられていた。出演者一同も感激して「芸人やっていて"アイドル気分"を味わえるとは…」と大変喜んでいた。
- 6月2日(月)ABCラジオ「よなよな」のハッピーシュガーウィークにゲスト出演。

## ユニット名の由来
メンバーが考案したもので、モットーのイロイロな個性を持った“8人の女たち”が女性らしいイロジカケ!?やイロイロなシカケでお客様を楽しませることを表している。サブタイトルの“8人の女たち ユニットライブ”は、フランスの作家ロベール・トマ作の戯曲である「 Huit Femmes」(仏)からとったもので、のちに映画化され2002年のベルリン国際映画祭では、8人の女優達に対して銀熊賞が与えられたことから、このユニットから有名になってほしいという思いからつけられた。ライブと連動しUSTREAMも配信。

## メンバー
- アルミカン　高橋 沙織（たかはし さおり)
- アルミカン　赤阪 侑子（あかさか ゆうこ）
- ベビィリッチ　沼田 由紀子 (ぬまた ゆきこ)
- ベビィリッチ　末岡 愛子 (すえおか あいこ)
- ぺんぎんダービー　左近 しおり(さこん しおり)
- ぺんぎんダービー　正木 優(まさき ゆう)
- 8分音符　河邑 美空(かわむら みく)
- 8分音符　山路 直子（やまじ なおこ）